# Сарно
Са̀рно (на италиански: Sarno) е град и община в Южна Италия, провинция Салерно, регион Кампания. Разположен е на 30 m надморска височина. Населението на общината е 31 463 души (към 2011 г.).